# Alberte Winding
Elin Alberte Leonora Winding (23 agosto 1963) è una cantante danese.

## Biografia
Alberte Winding è cresciuta nel mondo dello spettacolo: ha infatti spesso accompagnato il padre nella conduzione di programmi su Danmarks Radio ed è comparsa in vari programmi televisivi per bambini.
Ha iniziato a scrivere musica all'età di 19 anni; il suo album di debutto, Alberte, è uscito tre anni dopo. A partire dal 2001, anno in cui è stata lanciata la classifica ufficiale danese, ha piazzato cinque album in classifica. Ha ottenuto il miglior piazzamento è arrivato nel 2011 con la raccolta Albertes bedste børnesange, che ha raggiunto la 9ª posizione, mentre per un album in studio è stato nel 2020 con Martha's Vineyard, che ha debuttato al 12º posto. Inoltre, la sua canzone Min klub først, registrata con la figlia Josefine, è stata remixata da Rosa Lux e nel 2011 ha raggiunto la vetta della classifica danese dei singoli, vendendo più di 10 000 copie digitali.

## Discografia

### Album in studio
- 1985 – Alberte
- 1986 – Lige på
- 1989 – Nissen i træet (con Aske Bentzon e Jan Rørdam)
- 1991 – Lyse nætter
- 1993 – Den forsvundne skat
- 1994 – Tju bang chokolademand (Det er mig, der bestemmer her)
- 1996 – Troldmanden i Bakkeby (con l'Esbjerg Ensemble)
- 1996 – Alle verdens hjørner
- 1999 – Brænder sol
- 2002 – Alberte Winding & Benjamin Koppel (con Benjamin Koppel)
- 2003 – Svenske spor
- 2005 – Sludder og vrøvl gamle jas (con Thomas Winding e Jan Rørdam)
- 2007 – Alberte synger lystige viser 2
- 2008 – Frostmorgen (con Benjamin Koppel)
- 2009 – Nissen englen og trut brumlesen
- 2011 – Fjerde til venstre
- 2012 – Ønskescenariet
- 2015 – Kommer hjem
- 2017 – Hva drømmer du
- 2020 – Martha's Vineyard

### Raccolte
- 2000 – De største & de mindste
- 2005 – Tænder på et kys
- 2011 – Albertes bedste børnesange

### Singoli
- 1984 – Ramt
- 1985 – Du ka' go go
- 1985 – Radio/Mexico
- 1985 – Ta' mig med til Mexico
- 1987 – Det kan ikke vare længe
- 1992 – Natten er blå/Chevy 56
- 1992 – Det skaldede spøgelse
- 1993 – I tidernes morgen/Når livet kalder
- 1993 – Desperado
- 1996 – Zanzibar
- 1997 – Den eneste barndom jeg får (con Stanley)
- 1998 – Den grønne Grimaldi
- 1999 – Brænder sol
- 1999 – Bare du hvisker det
- 2000 – Tænder på et kys
- 2001 – Den blå anemone/Jens Vejmand (con Povl Dissing)
- 2008 – Frostmorgen (con Benjamin Koppel)
- 2008 – Sørøversangen/Clubkid tog min baby (con Ormen)
- 2009 – Det noget tosser gør/Ta' tøjet af (con Ormen)
- 2012 – Det er lørdag
- 2014 – Som sommer
- 2016 – Ønskelandet
- 2020 – Hot Tin Roof
- 2020 – Met vinden i håret

#### Come artista ospite
- 2011 – Min klub først (Rosa Lux feat. Alberte Winding & Josefine Winding)